# Якутська Вікіпедія
Якутська Вікіпедія (якут. Сахалыы Бикипиэдьийэ) — розділ Вікіпедії якутською мовою. Створена у 2008 році. Якутська Вікіпедія станом на 28 березня 2025 року містить 17 436 статей, 26 758 зареєстрованих користувачів, 39 активних дописувачів, 4 адміністраторів
. Загальна кількість сторінок в Якутській Вікіпедії — 52 710, редагувань — 414 685, завантажених файлів — 1765
. Глибина (рівень розвитку мовного розділу) Якутської Вікіпедії середня і становить 32.2 пунктів
.

## Історія
- Листопад 2007 — створена 100-та стаття[2].
- Січень 2009 — створена 1 000-на стаття[2].
- Січень 2014 — створена 10 000-на стаття[2].